# برايان بويد
برايان بويد (بالإنجليزية: Brian Boyd)‏ هو ناقد أدبي ومدرس نيوزيلندي، ولد في 30 يوليو 1952 في بلفاست في المملكة المتحدة.